# La Santissima Trinità

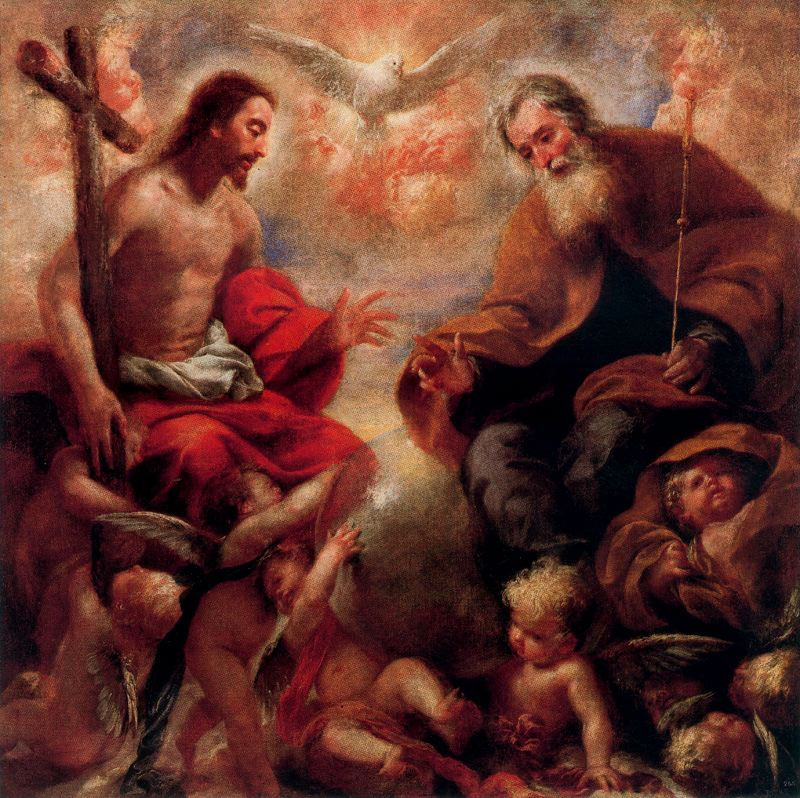
La trinité par Francesco Cairo (vers 1630).

La Santissima Trinità, est un oratorio écrit pour 5 solistes (SSATB), cordes et basse continue par Alessandro Scarlatti sur un livret italien d'un auteur inconnu, créé à Naples au mois de mai 1715.
Il s'agit d'un oratorio allégorique basé sur un thème théologique et non sur un passage de l'Ancien, du Nouveau Testament ou hagiographique. Le livret confronte cinq personnages allégoriques : Foi, Amour Divin, Théologie, Incrédulité (ou défaut de foi) et Le Temps, dans une discussion sur la nature de la sainte Trinité.
Au livret anonyme, sans intérêt musical, Alessandro Scarlatti a su insuffler l'esprit pour composer une musique de haute qualité dans un style essentiellement opératique. Malgré la conception instrumentale limitée aux cordes et au continuo, l'œuvre offre une grande variété, comprenant divers duos, un quintette final et diverses arias écrites pour des instruments solistes concertants : deux violons, « Constant prêter fede » et « Vedrai la tortorella » ; un violon, « Quell'Amore ch'éternel si scorge » et « Pensier così funesto » ; violon et viole,  « L'augelletto che sen habite » ; deux violoncelles,  « Povera navicella ».

## La Santissima Trinità
Oratorio per La Santissima Trinità (Naples 1715).
| Fede        | soprano |
| Amor divino | soprano |
| Teologia    | alto    |
| Infedeltà   | ténor   |
| Tempo       | basse   |

### Première partie
- Sinfonia : Vivace - Adagio - Allegro
- Duetto" (Fede/Teologia) - "No, possibil non è/Si, lo spero da te"
- Recitativo" (Teologia) - "Io che tutti i secreti del supremo Monarca"
- Aria (Teologia) - "Una pianta tre rami distende"
- Recitativo (Fede) - "O quanto stolta sei se ancor pretendi"
- Aria (Fede) - "Cieca talpa intorno al sole"
- Recitativo (Teologia/Fede) - "Tu ch'hai gl'occhi bendati"
- A due (Fede/Teologia) - "No, possibil non è/Si, lo spero da te"
- Recitativo (Infedeltà) - "Baldanzose donzelle"
- Aria (Infeldeltà) - "Che da un mar nascano i fiumi"
- Recitativo (Teologia) - "Si profondo mistero"
- Aria (Fede) - "Constante prestar fede"
- Recitativo (Tempo) - "Con l'ali al piede"
- Aria (Tempo) - "Pretende invano"
- Recitativo (Infedeltà/Fede) - "Dunque è ver, che sognate"
- Aria (Fede) - "Della Fede il bel candore"
- Recitativo (Tempo/Infedeltà) - "O tu che vanti esser a Dio ribelli"
- Aria (Tempo) - "Che sia Tempo ancor non sai"
- Recitativo (Infedeltà) - "È ver quanto m'esponi"
- Aria (Infedeltà) - "L'eterno Padre"
- Recitativo (Amor divino) - "Ti risponde dal Cielo Amor divino"
- Aria (Amor divino) - "Quell'Amore ch'eterno si scorge"
- Recitativo (Teologia) - "Ecco dunque spiegato"
- Aria (Teologia) - "Ma nobile scudo"
- Recitativo (Amor divino) - "È ver che luce al mondo tutto porge"
- Aria (Amor divino) - "Or di voi più fortunato"
- Recitativo (Fede) - "O te felice, o mille volte e mille"
- Duetto (Fede/Amor divino) - "Quanto invidio i tuoi contenti"

### Seconde partie
- Duetto (Fede/Infedeltà) - "Cedi, infida, al mio valore"
- Recitativo (Teologia) - "Cara Fede adorata"
- Aria (Teologia) - "Pensier così funesto"
- Recitativo (Amor divino/Infedeltà) - "Non paventar, che in così grave impresa"
- Aria (Amore divino) - "Un volere, un potere"
- Recitativo (Tempo/Infedeltà/Amor divino) - "Ancor non sei convinta?"
- Aria (Fede) - "Vedrai la tortorella"
- Recitativo (Teologia) - "Ancor non cedi, Infedeltà proterva!"
- Duetto (Fede/Amor divino) - "L'augelletto che sen vive"
- Recitativo (Infedeltà) - "Con assalto più ardito"
- Aria (Teologia) - "Povera navicella"
- Recitativo (Amor divino) - "Di naufragio non teme"
- Aria (Amor divino) - "Tanto parla, tanto crede"
- Recitativo (Teologia/Fede/Infedeltà) - "Povera Infedeltà, già sei consunta"
- Aria (Infedeltà) - "Tutte le furie"
- Recitativo (Tempo) - "Stolta sei se ciò credi"
- Aria (Tempo) - "Con la Fede e Amor divino"
- Recitativo (Fede) - "Tanto farà quel Dio, ch'il tutto regge"
- Aria (Fede) - "Ora ch'è vinta"
- Recitativo (Infedeltà) - "É vano il tuo gioir, stolta donzella"
- Quintetto finale (Infedeltà/Tempo/Teologia/Amor divino/Fede) - "Ch'oi ti ceda?"

## Enregistrements
- La Santissima Trinità - Linda Campanella, Silvia Bossa, sopranos ; Gianluca Belfiori Doro, alto ; Mario Cecchetti, ténor ; Carlo Lepore, basse ; Alessandro Stradella Consort, Estevan Velardi (13-15 février 2003, 2CD Bongiovanni GB 2344/45-2 / Brilliant Classics 95535) (OCLC 53159323)
- La Santissima Trinità - Roberta Invernizzi, Véronique Gens, sopranos ; Vivica Genaux, mezzo-soprano ; Paul Agnew, ténor ; Roberto Abbondanza, basse ; Europa Galante, dir. Fabio Biondi (14-17 octobre 2003, Virgin Classics 5 45666 2 / 628647 2 / Warner/Erato)[1],[2],[3],[4] (OCLC 224577919 et 905990092)